# DeKalb (Texas)

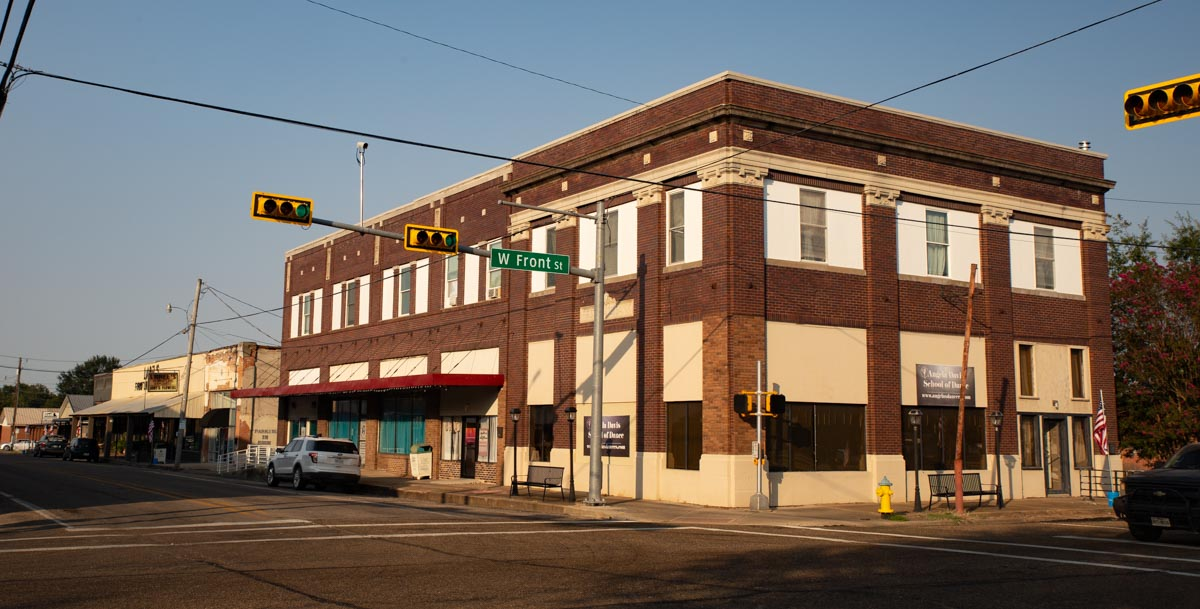
Centre-ville de DeKalb

Pour les articles homonymes, voir DeKalb.
La ville de DeKalb (en anglais [dɪ ˈkæb]) est située dans le comté de Bowie, dans l’État du Texas, aux États-Unis. Sa population s’élevait à 1 699 habitants lors du recensement de 2010, estimée à 1 656 habitants en 2016.

## Source
- (en) Cet article est partiellement ou en totalité issu de l’article de Wikipédia en anglais intitulé « DeKalb, Texas » (voir la liste des auteurs).